# Die Weihnachtsgeschichte (1997)
Die Weihnachtsgeschichte (Originaltitel: A Christmas Carol) ist ein US-amerikanischer Zeichentrickfilm nach Charles Dickens’ Weihnachtsmärchen. Regie führte Stan Phillips. Der Film erschien im Jahr 1997.

## Handlung
Ebenezer Scrooge mag Weihnachten gar nicht. Er ist der Geizkragen in Person. Eines Abends, als er in sein Schlafzimmer geht, erscheint plötzlich ein Geist, welcher an einer Schatztruhe festgekettet ist und erzählt Ebenezer Scrooge wie es ihm ergehen wird, wenn er andere Menschen nicht besser behandelt. Doch Scrooge lässt sich davon nicht in die Irre führen und versucht in seinem Bett einzuschlafen. Mitten in der Nacht besucht ihn ein Junge. Er zeigt Ebenezer Scrooge die Stationen von seinem bisherigen Leben und das vergangene Weihnachten. Früher vergraulte Ebenezer durch seine Raffgier seine Freundin. Darüber hinaus war er als Kind sehr einsam. Ein zweiter Geist, diesmal eine Frau, zeigt ihm Armut und Not auf der Erde in der gegenwärtigen Weihnacht. Dabei kann er unter anderem seinen Neffen sehen. Scrooge fängt an, immer mehr über diese Situationen nachzudenken. Als ein dritter Geist erscheint, hat er große Angst, da es sich um die zukünftige Weihnacht handelt. Er kann seinen Grabstein sehen, dieser steht einsam auf einen Berg und kein Mensch interessiert sich für seinen Tod. Er fasst den Entschluss, sein bisheriges Verhalten zu ändern.

## Charaktere
| Rolle            | Englischer Sprecher                       | Deutscher Sprecher |
| ---------------- | ----------------------------------------- | ------------------ |
| Ebenezer Scrooge | Tim Curry                                 | Aart Veder         |
| Geist            | Whoopi Goldberg                           |                    |
| Bob Cratchit     | Michael York                              | Renier Baaken      |
| Marley           | Ed Asner                                  |                    |
| Debit            | Frank Welker                              |                    |
| Mrs. Cratchit    | Kath Soucie, Kelly Lester (Gesangsstimme) |                    |
| Belle            | Jodi Benson                               |                    |
|                  | John Garry                                |                    |
|                  | Amick Byram                               |                    |
|                  | Ian Whitcomb                              |                    |
|                  | Joe Lala                                  |                    |
|                  | David Wagner                              |                    |
|                  | Bettina Bush                              |                    |
|                  | Jerry Houser                              |                    |
|                  | Sam Saletta                               |                    |
|                  | Alan Shearman                             |                    |
| Tim              | Jarrad Kritzstein                         |                    |
|                  | Cathy Riso                                |                    |
|                  | Sidney Miller                             |                    |
|                  | Anna Mathias                              |                    |
|                  | Judy Ovitz                                |                    |